# Taifa de Huelva

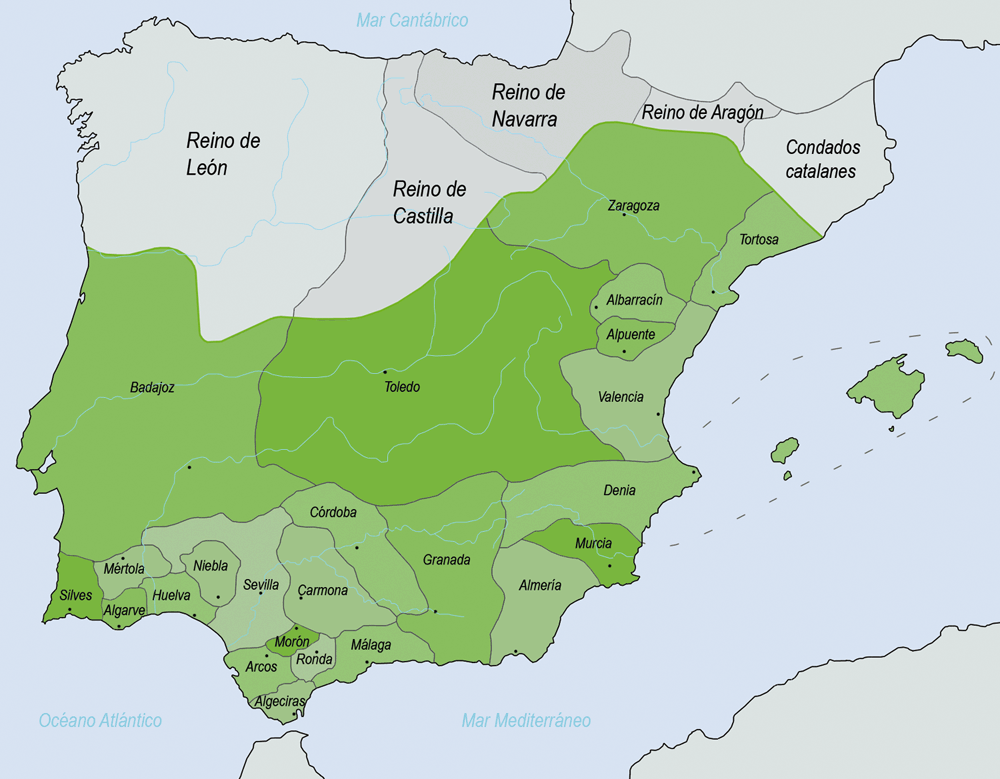
Os reinos de taifas em 1031

A Taifa de Huelva foi um reino taifa que surgiu no Alandalus em 1012, por causa da desintegração do Califado de Córdova a partir de 1008. Desapareceu em 1051 quando se integrou à Taifa de Sevilha, pertencendo cronologicamente aos primeiros reinos de taifas.
Foi fundado em 1012 por Abdalazize Albacri, ao que foi outorgue o título de Senhor de Umba e Xaltis (Huelva e Saltés). Teve a sua capital em Huelva, junto à cidade da ilha de Saltés, um assentamento de relativa importância pela sua situação estratégica e pelo comércio pesqueiro.